# César Pérez (Leichtathlet)
César Pérez (César Pérez Segovia; * 7. April 1975) ist ein ehemaliger spanischer Hindernisläufer.
2003 siegte er bei der Universiade, und 2004 wurde er iberoamerikanischer Meister. 2006 wurde er Achter bei den Leichtathletik-Europameisterschaften in Göteborg.
Im Frühjahr 2009 löste er Mariano Díez als Trainer von Marta Domínguez ab. Im Dezember 2010 wurde er ebenso wie Domínguez, der Sportarzt Eufemiano Fuentes und elf weitere Personen in der Operación Galgo unter dem Verdacht festgenommen, Handel mit Dopingpräparaten betrieben zu haben.

## Persönliche Bestzeiten
- 3000 m: 7:58,70 min, 7. Juni 2005, Huelva
  - Halle: 7:49,43 min, 11. Februar 2006, Valencia
- 3000 m Hindernis: 8:13,06 min, 20. Juni 2006, Huelva